# Clambus arnetti
Clambus arnetti är en skalbaggsart som beskrevs av Endrödy-younga 1981. Clambus arnetti ingår i släktet Clambus och familjen dvärgkulbaggar. Inga underarter finns listade i Catalogue of Life.

## Bildgalleri

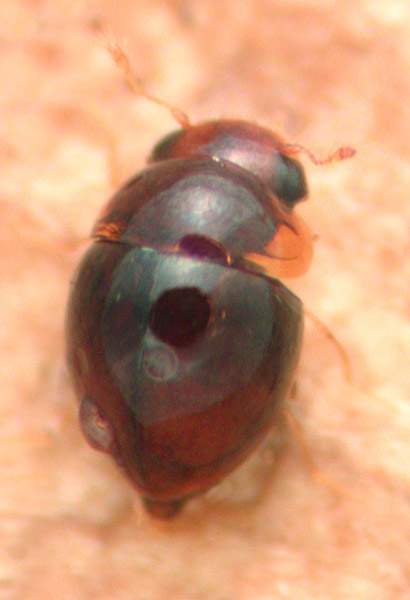